# Playground (banda)
Playground foi uma banda de rock alternativo da Finlândia, que ganhou notoriedade por ter sido o embrião da banda Poets of the Fall. Faziam parte da banda dois dos formadores do Poets of the Fall (Marko Saaresto e Olli Tukiainen).

## Historia
Marko Saaresto chamou o guitarrista de jazz Olli Tukiainen (ex-Pohjoinen Syke) para formar uma banda de rock. Após alguns ensaios e algumas músicas compostas, eles concluíram que poderiam formar uma "banda convincente". Foi então que eles chamaram mais 3 músicos para completar a escalação do grupo.
Eles chegaram a gravar um demo homônimo na década de 1990, mas que nunca foi lançado oficialmente, já que a banda não encontrou uma gravadora para divulgá-lo.
Antes de desistir da banda para trabalhar como designer gráfico, Marko Saaresto chegou a compor algumas músicas que seriam gravadas posteriormente pelo Poets of the Fall e que fariam bastante sucesso: são os casos de ""Change", composta em 1990, e Maybe Tomorrow is a Better Day, em 1988.

## Membros
- Marko Saaresto - vocais e composicao
- Olli Tukiainen - guitarras
- Jaska Makinen - guitarra ritmica
- Jani Snellman - baixo
- Jari Salminen - baterias e percussão

## Faixas da Demo
1. Under Currents

2. For Sometime Now

3. Different Light

4. I Tread the Same Ground

5. Forgiveness

6. Fool's Game

7. Inevitable

8. Cool Icon

9. One More Dead Rat

10. Far too Far

11. Yore

12. Amber

13. Sing Your Song for Me

14. Whisper